# Universidade Marítima da Nigéria
A Universidade Marítima da Nigéria (Nigeria Maritime University) é uma universidade militar e faculdade marítima em Okerenkoko, Gbaramatu, Delta State, Nigéria.